# Элигулашвили, Иосиф Ааронович
Иосиф Ааронович Элигулашвили (груз. იოსებ აარონის ძე  ელიგულაშვილი, 12 ноября 1890, Кутаис, Кавказская администрация — 20 октября 1952, Париж) — грузинский еврейский политик и общественный деятель. Член Учредительного собрания Грузии.

## Биография

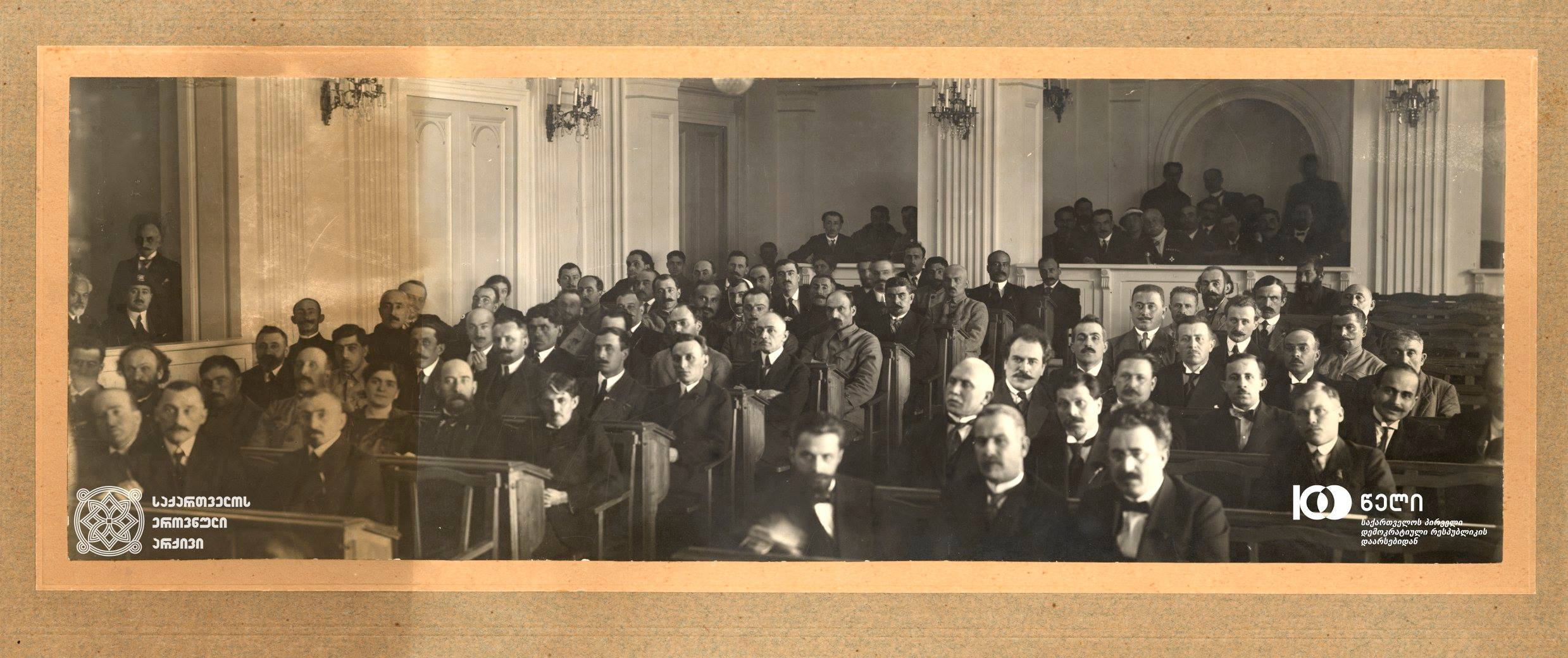
Учредительное собрание Грузии. Элигулашвили правая сторона, третий ряд, крайний справа

Родился в Кутаиси в семье предпринимателя, мецената и общественного деятеля, члена Кутаисского совета Аарона Элигулашвили.
Окончил Кутаисское реальное училище.
Во время учёбы участвовал в работе социал-демократических кружков, за что был арестован и выслан из Кутаиси.
Окончил Московский коммерческий институт; получил степень по экономике. Занимался коммерческой деятельностью вместе со своим отцом и братьями.
Вернулся в Грузию после Октябрьской революции 1917 года. В 1918 году был назначен членом комитета по внешней торговле, а в 1919 году был избран членом Учредительного собрания Грузии от социал-демократической партии, член финансового, бюджетного и трудового комитетов. С 1919 года был торговым представителем Грузии — экономическим агентом в Роттердаме и Франции, затем заместителем министра финансов и торговли Константина Канделаки.
В феврале 1921 года вместе с Эквтиме Такаишвили осуществил эвакуацию национальных сокровищ Грузии (казну и все экспонаты грузинской материальной культуры) во Францию. Эмигрировал в Париж, участвовал в общественной жизни грузинских иммигрантов, избран председателем Ассоциации грузинских евреев.
Вместе с Михаилом Кедия во время Второй мировой войны спасал из немецкого плена грузинских евреев.

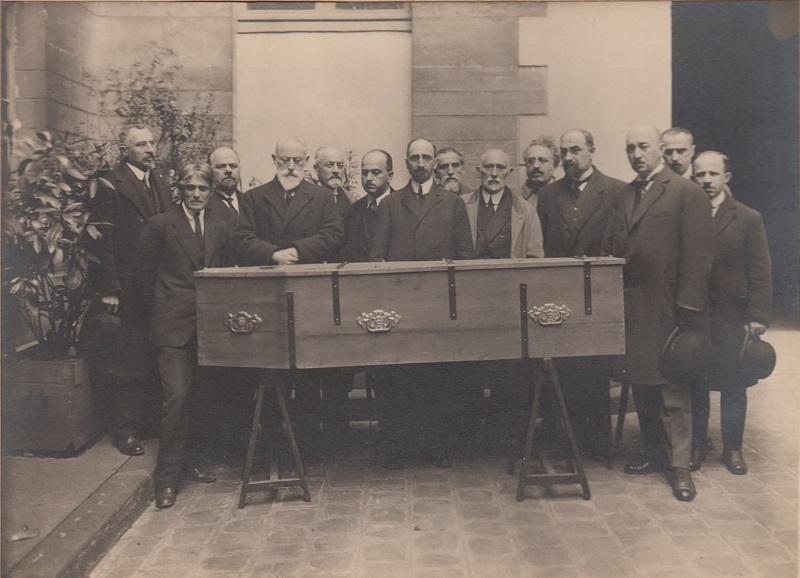
1926. Париж. Похороны Н. Чхеидзе. Элигулашвили — крайний справа

Умер после продолжительной болезни.
Похоронен на кладбище Баньё.